# Ľubomír Luhový
Ľubomír Luhový était un footballeur tchécoslovaque puis slovaque né le 31 mars 1967 à Považská Bystrica (en ex-Tchécoslovaquie), devenu entraîneur.

## Palmarès
- Avec l'Inter Bratislava :
  - Vainqueur de la Coupe de Slovaquie en 1995

## Distinctions personnelles
- Meilleur buteur du championnat de Tchécoslovaquie en 1990 avec l'Inter Bratislava
- Meilleur buteur du championnat de Slovaquie en 1998 avec le Spartak Trnava